# Масленникова, Леокадия Игнатьевна
Леока́дия Игна́тьевна Ма́сленникова (8 марта 1918, Саратов — 18 июня 1995, Москва) — советская оперная и эстрадная певица, лирико-драматическое сопрано. Народная артистка РСФСР (1961), лауреат Сталинской премии (1949).

## Биография
Леокадия Игнатьевна Масленникова родилась 8 марта 1918 года в Саратове.
В 1938—1941 годах обучалась в музыкальном училище при Минской консерватории. Затем переехала в Киев, где окончила Киевскую консерваторию по классу вокала Д. Г. Евтушенко (1946).
В 1944—1946 годах — солистка Украинского театра оперы и балета, затем, на протяжении 23 лет (до 1969 года) — солистка Большого театра.

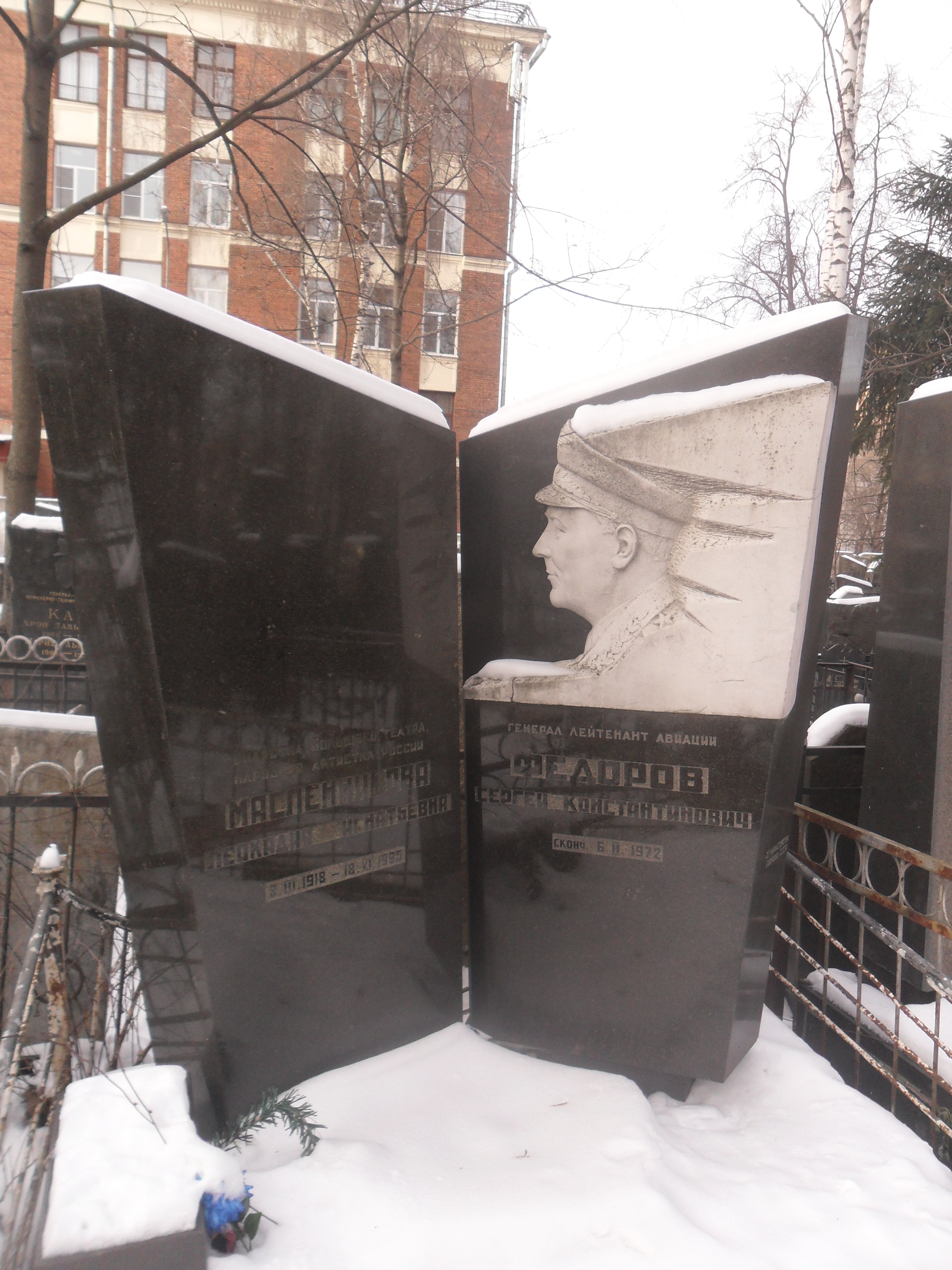
Могила Масленниковой и её мужа на Введенском кладбище Москвы

По оценкам театральной критики тех лет, Леокадия Игнатьевна обладала сильным звонким голосом красивого тембра, большой музыкальной культурой, тонко владела искусством фразировки. Была первой исполнительницей на сцене Большого театра ряда партий, в частности, Маженки («Проданная невеста» Б. Сметаны, 1949), Сашеньки («Мать» Т. Н. Хренникова, 1957), Мелинды («Банк бан» Ф. Эркеля, 1959).
Помимо оперной сцены, Л. И. Масленникова успешно занималась концертной деятельностью, исполняла эстрадные и народные песни. Выезжала с гастролями за рубеж (Югославия, Австрия, Венгрия, Польша, Финляндия, Чехословакия, Албания, Индия, Греция, Турция, Дания, Великобритания, Бельгия, Монголия).
С 1956 года преподавала в ГИТИСе.
Муж — генерал-лейтенант авиации Фёдоров, Сергей Константинович (1911—1972).
Проживала в Москве. Скончалась 18 июня 1995 года, похоронена на Введенском кладбище, участок № 29, рядом с мужем.

## Творчество

Леокадия Масленникова в партии Татьяны (опера «Евгений Онегин» П. И. Чайковского), Большой театр, 1949

#### Избранные оперные партии
- Антонида («Иван Сусанин» М. И. Глинки)
- Виолетта («Травиата» Дж. Верди)
- Даша («Вражья сила» А. Н. Серова)
- Иоланта («Иоланта» П. И. Чайковского)
- Лиза («Пиковая дама» П. И. Чайковского)
- Людмила («Руслан и Людмила» — М. И. Глинки)
- Маженка («Проданная невеста» Б. Сметаны)
- Маргарита («Фауст» Ш. Гуно)
- Мелинда («Банк бан» Ф. Эркеля)
- Микаэла («Кармен» Ж. Бизе)
- Недда («Паяцы» Р. Леонкавалло)
- Ольга («Псковитянка» Н. А. Римского-Корсакова)
- Парася («Сорочинская ярмарка» М. П. Мусоргского)
- Розина («Свадьба Фигаро» В. А. Моцарта)
- Сашенька («Мать» Т. Н. Хренникова)
- Снегурочка («Снегурочка» Н. А. Римского-Корсакова)
- Татьяна («Евгений Онегин» П. И. Чайковского)
- Тоска («Тоска» Дж. Пуччини)

#### Избранные романсы и эстрадные песни
- За дальнею околицей (Н. Будашкин — Г. Акулов)
- Зимний вечер (С. Туликов — Л. Кондырев)
- Ночь печальна (С. Рахманинов — И. Бунин)
- Песня Анюты (И. Дунаевский — В. Лебедев-Кумач)
- Песня Глаши (Т. Хренников — В. Гусев)
- Полевая (И. Любан — П. Кудрявцев)
- Праздничный вальс (К. Молчанов — Н. Доризо)
- Сам обязан догадаться (Н. Чаплыгин — Я. Шведов)
- Столица счастья (И. Дунаевский — В. Винников)
- У рябины (Над широкой рекой) (Г. Носов — А. Чуркин)
- Эти летние ночи (С. Рахманинов — Д. Ратгауз)